# Kenora—Kiiwetinoong
Pour l’article homonyme, voir Kenora.
Circonscription électorale fédérale du Canada
Kenora—Kiiwetinoong (auparavant Kenora) est une circonscription électorale fédérale canadienne située en Ontario.

## Géographie
La circonscription se situe au nord-ouest de l'Ontario, collée sur la frontière du Manitoba et bordée au nord par la baie d'Hudson. Les entités municipales formant la circonscription sont Kenora, Dryden, Sioux Lookout, Red Lake et Pikangikum.
Les circonscriptions limitrophes sont Thunder Bay—Rainy River, Thunder Bay—Superior-Nord et Kapuskasing—Timmins—Mushkegowuk.
En 2013, les circonscriptions limitrophes étaient Thunder Bay—Rainy River, Thunder Bay—Superior-Nord et Timmins—Baie James.    

## Historique
La circonscription de Kenora est créée en 2003 d'une partie de Kenora—Rainy River. 
Lors du découpage de la carte électorale de 2022-2023, la circonscription, renommée Kenora–Kiiwetinoong, perd à l'est une partie de territoire au profit de Kapuskasing—Timmins—Mushkegowuk et une autre partie au profit de Thunder Bay—Superior-Nord.    

## Députés
| Législature                        | Années        | Député        | Parti | Parti        |
| ---------------------------------- | ------------- | ------------- | ----- | ------------ |
| Kenora issue de Kenora—Rainy River |               |               |       |              |
| 38e                                | 2004–2006     | Roger Valley  |       | Libéral      |
| 39e                                | 2006–2008     | Roger Valley  |       | Libéral      |
| 40e                                | 2008–2011     | Greg Rickford |       | Conservateur |
| 41e                                | 2011–2015     | Greg Rickford |       | Conservateur |
| 42e                                | 2015–2019     | Bob Nault     |       | Libéral      |
| 43e                                | 2019–2021     | Eric Melillo  |       | Conservateur |
| 44e                                | 2021–2025     | Eric Melillo  |       | Conservateur |
| Kenora—Kiiwetinoong                |               |               |       |              |
| 45e                                | 2025–en cours | Eric Melillo  |       | Conservateur |

## Résultats électoraux
|       | Candidat               | Parti        | # de voix | % des voix |
|       | (X) Greg Rickford      | Conservateur | +08 751,  | 28,46 %    |
|       | Bob Nault              | Libéral      | +10 918,  | 35,5 %     |
|       | Howard Hampton         | NPD          | +10 420,  | 33,88 %    |
|       | Ember C. McKillop      | Vert         | +00501,   | 1,63 %     |
|       | Kelvin Boucher-Chicago | Indépendant  | +00162,   | 0,53 %     |
| Total | Total                  | Total        | 30 752    | 100 %      |

|       | Candidat               | Parti        | # de voix | % des voix |
|       | (x) Greg Rickford      | Conservateur | +11 567,  | 47,05 %    |
|       | Roger Valley           | Libéral      | +05 381,  | 21,89 %    |
|       | Tania Cameron          | NPD          | +06 855,  | 27,88 %    |
|       | Mike Schwindt          | Vert         | +00636,   | 2,59 %     |
|       | Kelvin Chicago-Boucher | Indépendant  | +00147,   | 0,6 %      |
| Total | Total                  | Total        | 24 586    | 100 %      |

|       | Candidat         | Parti        | # de voix | % des voix |
|       | Greg Rickford    | Conservateur | +09 395,  | 40,46 %    |
|       | (x) Roger Valley | Libéral      | +07 344,  | 31,63 %    |
|       | Tania Cameron    | NPD          | +05 394,  | 23,23 %    |
|       | JoJo Holiday     | Vert         | +01 087,  | 4,68 %     |
| Total | Total            | Total        | 23 220    | 100 %      |